# Dungeon Synth
Dungeon Synth ist ein Musikgenre, das sich Ende der 1980er-Jahre bzw. Anfang der 1990er-Jahre entwickelte und mit Elementen bzw. Thematiken arbeitet, die typischerweise im Black Metal aufgegriffen werden. Die Stücke sind im Gegensatz zum Black Metal elektronisch und ambient gehalten. Dungeon Synth wird häufig mit Computerspielmusik verglichen, da die Künstler oftmals in Videospielen aufgegriffene Inhalte adaptieren und verarbeiten.

## Geschichte
Dungeon Synth entstand Ende der 1980er- bzw. Anfang der 1990er-Jahre. Als Pionier dieser Musikrichtung wird der Musiker Mortiis der Black-Metal-Band Emperor betrachtet, dessen knapp zweieinhalbminütiges Intro aus der 1992 veröffentlichten Demo Wrath of the Tyrant als erster Song von Mortiis bezeichnet wurde. 1993 veröffentlichte Mortiis mit The Song of a Long Forgotten Ghost ein Demo-Album, das alles, was den heutigen Dungeon Synth ausmache, beinhalte. Als Hauptinspiration des Genres wird seitens Mortiis die Musik von Künstlern der Berliner Schule und des Krautrocks, wie Tangerine Dream, Klaus Schulze und Kraftwerk, genannt.

„Unzweifelhaft waren es die langen Songs von Tangerine Dream Mitte/Ende der 70er Jahre. In früheren Schaffensperioden war ich ziemlich von ihnen beeinflusst.“

Allerdings wird auch Bands wie Dead Can Dance – vor allem deren 1987 veröffentlichtes Werk Within the Realm of a Dying Sun – ein wesentlicher musikalischer Einfluss auf die Entwicklung des Dungeon Synth zugesprochen.
Viele Musiker der zweiten Welle des norwegischen Black Metals der 1990er-Jahre, darunter Varg Vikernes, Satyr und eben Mortiis gründeten musikalische Nebenprojekte, die hauptsächlich mit den Klängen elektronischer Musik arbeiten oder einfach durch den Einsatz von Synthesizern kreierte Atmosphäre in ihren Intro- und Outrostücken integrierten. Viele Fans beschreiben diese Phase als Gründungszeit des Dungeon Synth und die Veröffentlichungen aus dieser Zeit werden von den meisten heutigen Interpreten dieses Genres als Inspirationsquelle betrachtet.
So werden die Alben Dauði Baldrs und Hliðskjálf von Burzum als eine Abkehr des klassischen Black Metals hin zu elektronisch klingenden Stücken beschrieben. Eine ähnliche Entwicklung machte auch das Satyricon-Nebenprojekt Wongraven durch. Prominente Label, die Dungeon Synth produzieren sind unter anderem Out of Season, Deivlforst Records und Hollow Myths. Es entwickelte sich eine Szene, die der Ästhetik und teilweise der Themenvielfalt verbunden blieb, durch eigene Projekte allerdings Autonomie erlangen konnte.
Mortiis, der als Begründer des Musikgenres und der dazugehörigen Szene gilt, erklärte in einem Interview mit dem Decibel Magazin, dass er kaum etwas über die Szene wisse und er sich nicht sicher sei, ob die Musikrichtung ihre gesamte Existenz ihm zu verdanken habe.

## Musik
Zur Schaffung einer düsteren und verschwobenen Gesamtatmosphäre arbeiteten Vertreter der zweiten Welle des Black Metals mit atmosphärisch klingenden Intros, die mit Synthesizern und einfach klingenden Perkussionen eingespielt wurden. Aus diesen eigentlich als musikalische Zwischenstücke gedachten Liedern entstanden im Umfeld der Gruppen Emperor und Satyricon musikalische Nebenprojekte, die ganze Alben mit derartigen Stücken aufnahmen.
Im Dungeon Synth werden hauptsächlich fantasyartige Themen – unter anderem J. R. R. Tolkiens Werke – verarbeitet. Veröffentlichungen aus dem Genre reichen von einfachsten Aufnahmen von Wohnzimmer-Projekten bis hin zu hoch professionell aufgenommenen Musikstücken. Dungeon Synth lockte auch vermehrt Amateurmusiker an.

## Wichtige Vertreter
- Mortiis
- Summoning
- Pazuzu
- Depressive Silence
- Neptune Towers
- Burzum
- Cintecele Diavolui
- Gothmog
- Cernunnos Woods
- Erevos
- Moevot